# برينا ايفيجن
برينا إيفيجن (بالإنجليزية: Briana Evigan)‏(مواليد 23 أكتوبر 1986)، هي ممثلة وراقصة أمريكية، اشتهرت بأدوارها في سلسلة أفلام ستيب أب، إلى جانب أدوارها في أفلام الرعب، ما جعلها تُلقب بـ"ملكة الصراخ". وُلدت في لوس أنجلوس، وهي ابنة الممثل جريج إيفيجن وزوجته باميلا، التي تعمل كراقصة وعارضة أزياء ومصممة رقصات. بدأت برينا مسيرتها في الرقص والتمثيل منذ صغرها، وحصلت على شهادة في الخطابة والاتصال من كلية لوس أنجلوس فالي.
دخلت عالم الرقص الاحترافي وظهرت في عدة مقاطع فيديو موسيقية، من أبرزها "نمب" لفرقة لينكين بارك عام 2003. كما بدأت مشوارها التمثيلي بأدوار صغيرة في أفلام مثل القاع للأعلى (2006) ومسلسلات مثل الخوف بحد ذاته (2008). حققت شهرتها الواسعة عندما لعبت دور أندريا "آندي" ويست في فيلم الرقص ستيب أب 2: الشوارع (2008). ومنذ ذلك الحين، عُرفت بأدوارها في أفلام الرعب والإثارة مثل إس. داركو (2009)، بيت الطالبات (2009)، الاحتراق الساطع (2010)، عيد الأم (2010)، كرنفال الشيطان (2012)، منزل الإخفاء (2012)، ألعاب ذهنية (2012)، هللويا! كرنفال الشيطان (2016)، بالإضافة إلى مشاركتها في الموسم الثاني من مسلسل من الغسق حتى الفجر: المسلسل (2015).

## النشأة
ولدت في لوس انجليس، كاليفورنيا هي ابنة «باميلا جيم» الراقصة وعارضة الأزياء والممثلة، والدها هو الممثل «جريج»، لديها ثلاثة أشقاء.

## روابط خارجية
- برينا ايفيجن على موقع IMDb (الإنجليزية)
- برينا ايفيجن على موقع روتن توميتوز (الإنجليزية)
- برينا ايفيجن على موقع ألو سيني (الفرنسية)
- برينا ايفيجن على موقع أول موفي (الإنجليزية)
- برينا ايفيجن على موقع قاعدة بيانات الأفلام السويدية (السويدية)
- برينا ايفيجن على موقع إن إن دي بي (الإنجليزية)
- برينا ايفيجن على موقع ديسكوغز (الإنجليزية)
- برينا ايفيجن على موقع قاعدة بيانات الفيلم (الإنجليزية)
- برينا ايفيجن على موقع كينوبويسك (الروسية)